# Hreceanivka, Drabiv
Hreceanivka (în ucraineană Гречанівка) este un sat în comuna Kovalivka din raionul Drabiv, regiunea Cerkasî, Ucraina.

## Demografie
Componența lingvistică a localității Hreceanivka
     Ucraineană (97,43%)
     Rusă (2,57%)
Conform recensământului din 2001, majoritatea populației localității Hreceanivka era vorbitoare de ucraineană (97,43%), existând în minoritate și vorbitori de rusă (2,57%).